# Zaterdagavondkoorts
Zaterdagavondkoorts is het 3de stripverhaal van En daarmee Basta! De reeks wordt getekend door striptekenaarsduo Wim Swerts & Vanas. Tom Bouden neemt de scenario's voor zijn rekening. De strips worden uitgegeven door de Standaard Uitgeverij. Het stripalbum verscheen in november 2006.

## Personages
In dit verhaal spelen de volgende personages mee:
- Joost, Kathy, Stijn, Ruben, Bert, Patsy, Isa, Raf

## Verhaal
Het is zaterdagavond. Eindelijk het moment voor Joost, Isa, Ruben, Kathy, Stijn, Bert en Patsy om te genieten van het weekend. Maar lukt dat ook als gepland? Zal de lelijke puist die vrijdagnacht op het hoofd is verschenen de avond van Joost vergallen? Zal Isa zonder kleerscheuren op het verjaardagsfeestje van haar klasgenote geraken? Zal de zoektocht van Ruben naar een nieuwe vriendin iets opleveren? En zouden Patsy en Bert kunnen genieten van een romantisch avondje alleen thuis?
Of draait deze zaterdagavond toch anders uit dan verwacht?

## Trivia
- Op strook 55 wordt er een krant getoond met als titel Het Eerste Nieuws, uiteraard een verwijzing naar de krant Het Laatste Nieuws.